# Castlevania Judgment
Castlevania Judgment (悪魔 城 ドラキュラ ジャッジメント  Akumajō Dorakyura Jajjimento "Demon Castle Dracula Judgment") es un videojuego de la saga Castlevania desarrollado por Konami y Eighting, y publicado para el Wii el 18 de noviembre de 2008. A diferencia de los demás juegos de la serie, éste es un juego de lucha, donde se enfrentan los personajes de entregas anteriores de Castlevania.

## Gameplay
El juego cuenta con escenarios en 3D, y utiliza los controles de detección de movimiento del Control Remoto Wii y el Nunchuk. El mando del Wii se usa para los ataques, incluidos los ataques básicos, sub armas y ataques con armas, haciendo pivotar el control remoto, y el nunchuck se utiliza para mover el personaje por el escenario y para movimientos defensivos. Los jugadores pueden moverse libremente por el escenario, similar al juego Power Stone.
Cada personaje utiliza diferentes armas y diferentes tipos de ataques, que están disponibles dependiendo de la etapa y el entorno interactivo de ésta. También se pueden poner trampas o usar monstruos en el escenario para atacar al enemigo. Los jugadores pueden hacer uso de la Nintendo Wi-Fi Connection para jugar unos contra otros, y se puede conectar con el juego Castlevania Order of Ecclesia, publicado para el  Nintendo DS, para desbloquear contenido adicional en ambos juegos. Algunas etapas o niveles icluyen: el Salón del Trono, la Cámara de la Tortura y el Barco Fantasma. Los jugadores pueden optar por elegir una paleta de colores diferentes para su personaje elegido, que se refiere el juego como "el color de la fuente", dos de los cuales se aplican a los accesorios elegidos por el jugador.
Los personajes que se pueden usar en el juego son en total 14, aparte de otros que han salido ya en Castlevania pero que son solo enemigos, y no se pueden jugar. Todos ellos han salido en juegos anteriores de Castlevania, y abarcan toda la historia hasta ahora publicada. Cuando el juego se anunció, se confirmaron seis personajes: Simon Belmont, Drácula, Muerte, Alucard, Shanoa, y María Renard. Además, el juego incluye un nuevo personaje exclusivo de esta entrega: Aeon.

## Personajes
Los personajes que aparecen en el juego son: 
- Simon Belmont (Castlevania),
- Drácula (Castlevania)
- Muerte (Castlevania)
- Carmilla (Castlevania II: Simon's Quest)
- Trevor Belmont (Castlevania III: Dracula's Curse)
- Grant Danasty (Castlevania III: Dracula's Curse)
- Sypha Belnades (Castlevania III: Dracula's Curse)
- Alucard (Castlevania III: Dracula's Curse Castlevania: Symphony Of The Night)
- Maria Renard (Castlevania: Rondo of Blood)
- Golem (Castlevania: Rondo of Blood)
- Eric Lecarde (Castlevania: Bloodlines)
- Cornell (Castlevania: Legacy of Darkness)
- Shanoa (Castlevania: Order of Ecclesia)
- Aeon (Castlevania: Judgement)

## Historia
10,000 años en el futuro, Galamoth envía a su secuaz, el Time reaper al pasado para eliminar a su rival Dracula y evitar que vuelva a aparecer un nuevo príncipe de las tinieblas. Pero un hombre llamado Aeon, quien puede controlar el tiempo, se entera de su misión y se pone a recopilar guerreros de distintas épocas para elegir un campeón que pueda derrotar al Time reaper. Para eso los lleva a una grieta temporal y los pone a luchar a todos.

## Desarrollo
El jefe diseñador del juego, Koji Igarashi, comenzó la planificación para llevar un juego de Castlevania a la Wii, y quería utilizar el sensor de movimiento de los controladores. Para hacerlo, creó una prolongada historia de aventuras, sin embargo, habría sido muy agotador, ya que gran parte del juego consiste en azotes y movimientos de balanceo. Pero en un escenario de acción, el movimiento del columpio se rompería con intervalos de descanso y podría ser más agradable.
El juego se centra en recrear la gótica sensación tradicional de la franquicia. Igarashi ha descrito el proceso de elaboración de combate multijugador como una tarea un tanto difícil. El equipo de diseño ha trabajado en los gráficos del juego, sobre todo las texturas en el juego, con algunos de los diseñadores de Elebits y Dewy's Adventure, que han unido al equipo de desarrollo de Igarashi.
El juego cuenta con el trabajo de Takeshi Obata como diseñador de personajes y ilustrador, y con Yasushi Asada, como compositor arreglista.

## Recepción
La reacción inicial al anuncio de que el juego sería un juego de lucha, fue recibida por algunos con sorpresa y escepticismo. En la visión inicial de IGN en el E3 sobre la creación del juego, los críticos concluyen que el juego es prometedor. Sin embargo, un punto duramente criticado por un editor de la página web del juego, fue el trabajo de Takeshi Obata como diseñador de los personajes e ilustrador, el cual fue percibido como extraño e inadecuado. Por ejemplo, decía que los personajes eran muy similares a los de Death Note, y no a sus versiones de los juegos anteriores de Castlevania.
Después de haberse anunciado en la edición 2008 de la Tokio Game Show, el juego recibió duras críticas en general. Kotaku, editor del Lucas Plunkett, escribió un largo artículo sobre el juego.